# Gàbia toràcica
La gàbia toràcica és la disposició de les costelles unides a la columna vertebral i a l'estèrnum al tòrax o caixa toràcica de la majoria de vertebrats, que tanca i protegeix el cor i els pulmons. En humans, la gàbia toràcica, és una estructura òssia i cartilaginosa que envolta la cavitat toràcica i es recolza en la cintura i l'espatlla. Forma la part central de l'esquelet humà. Una gàbia típica de costelles humanes consta de 24 costelles en 12 parells, el procés d'estern i xifoide, els cartílags costals i les 12 vèrtebres toràciques.
Junt amb la pell, la fàscia i els músculs associats, la gàbia costella conforma la paret toràcica i proporciona accessoris per als músculs del coll, tòrax, abdomen superior i posterior.
La gàbia costella té una funció important en el sistema respiratori.

## Estructura

Escaneig de gàbia toràcica humana -CT (projecció paral·lela (esquerra) i projecció en perspectiva (dreta))

Les costelles es descriuen en funció de la seva ubicació i connexió amb l'estern. Totes les costelles s'adhereixen posteriorment a les vèrtebres toràciques i es numeren en ordre creixent d'una a dotze. Les costelles que s'uneixen directament amb l'estern s'anomenen costelles veritables, mentre que les que no s'articulen directament s'anomenen falses costelles. Les falses costelles inclouen les costelles flotants (onze i dotze) que no estan unides a l'estern en absolut.

### Connexió

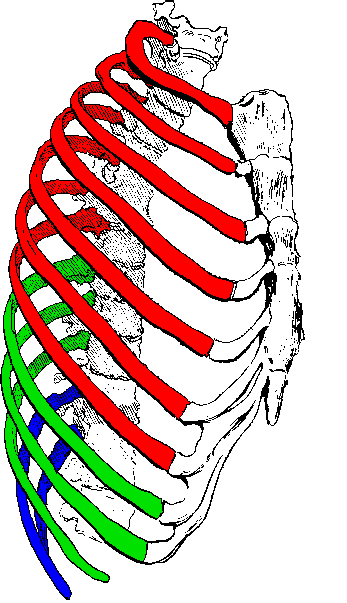
costelles veritables / fixes
falses costelles
costelles falses i flotants

Els termes 'costelles vertaderes' i 'falses costelles' descriuen parells de costelles que s'uneixen directament o indirectament a l'estern. Les set primeres parelles de costelles conegudes amb el nom de costelles «fixes» o vertebrosternals són les «autèntiques costelles» (llatí: costae verae), ja que es connecten directament a l'estern; les cinc següents (vuitena a dotzena) són les «falses costelles» (llatí: costae spuriae). Les falses costelles inclouen les costelles vertebrocondrals i les costelles vertebrals. Hi ha tres parells de costelles vertebrocondrals (vuitena a desena) que es connecten indirectament amb l'estern mitjançant els cartílags costals de les costelles per sobre d'elles. La seva elasticitat permet el moviment de la gàbia de les costelles per a l'activitat respiratòria.
L'expressió «costella flotant» o «costella vertebral» (llatí: costae fluctuantes) fa referència als dos parells més baixos, l'onzè i el dotzè parell de costelles, anomenats així perquè les costelles estan unides només a les vèrtebres i no a l'estern o al cartílag de l'estern. Aquestes costelles són relativament petites i delicades, inclouen una punta cartilaginosa.
Els espais entre les costelles es coneixen com a espais intercostals; contenen els músculs intercostals i feixos neurovasculars que contenen nervis, artèries i venes.

### Parts de costella

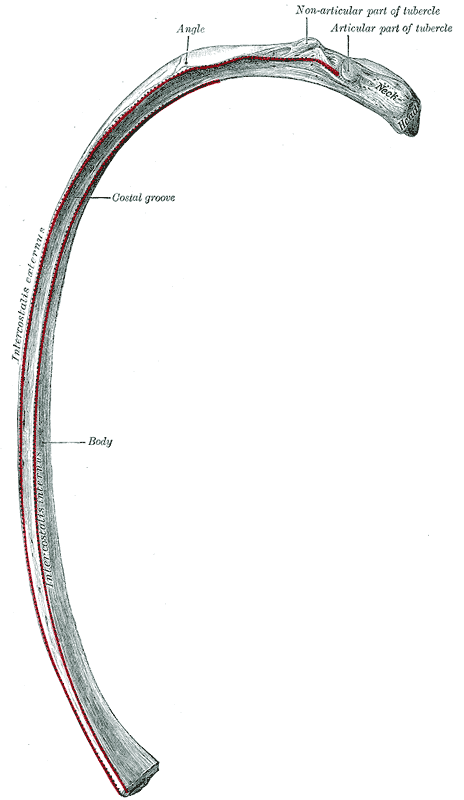
Les parts de la costella.

Cada costella està formada per un cap, un coll i un eix. Totes les costelles estan unides posteriorment a les vèrtebres toràciques. Estan numerats per adaptar-se a les vèrtebres que s'uneixen a un a dotze, de dalt (T1) a baix. El cap de la costella és la part final més propera a la vèrtebra amb la qual s'articula. Està marcada per una superfície articular en forma de ronyó que està dividida per una cresta horitzontal en dues regions articulades. La regió superior s'articula amb la faceta costal inferior de la vèrtebra superior, i la regió més gran s'articula amb la faceta costal superior de la vèrtebra amb el mateix nombre. El procés transvers d'una vèrtebra toràcica també s'articula a la faceta costal transversal amb el tubercle de la costella del mateix nombre. La cresta dona unió al lligament intra-articular.
El coll de la costella és la part aplanada que s'estén lateralment des del cap. El coll fa uns 3 cm de llarg. La seva superfície anterior és plana i llisa, mentre que la seva posterior és perforada per nombroses foramina i la seva superfície rugosa, per donar unió al lligament del coll. La seva vora superior presenta una cresta rugosa (crista colli costae) per a la fixació del lligament costotransvers anterior ; la seva riba inferior és arrodonida.
A la superfície posterior del coll, hi ha una eminència —el tubercle— que consisteix en una porció articular i no articular. La porció articular és la inferior i més medial de les dues i presenta una petita superfície ovalada per a l'articulació amb la faceta costal transversal a l'extrem del procés transvers de la part inferior de les dues vèrtebres a la qual està connectat el cap. La porció no articular és una elevació rugosa i proporciona unió al lligament del tubercle. El tubercle és molt més destacat a les costelles superiors que a les costelles inferiors.
L' angle d'una costella (angle costal) pot referir-se tant a la part que es doblega, com una línia destacada en aquesta zona, una mica davant del tubercle. Aquesta línia es dirigeix cap a baix i lateralment; això dona unió a un tendó del múscul iliocostal. En aquest punt, la costella es doblega en dues direccions i, alhora, es retorça sobre el seu eix llarg.
La distància entre l'angle i el tubercle és progressivament major des de la segona fins a la desena costella. L'àrea entre l'angle i el tubercle és arrodonida, rugosa i irregular, i serveix per a l'enganxament del múscul longissimus dorsi.

### Ossos

#### Costelles i vèrtebres
La primera costella (la més alta) és la més corba i normalment la més curta de totes les costelles; és ampla i plana, les seves superfícies mirant cap amunt i cap avall i les seves vores cap a dins i cap a fora.

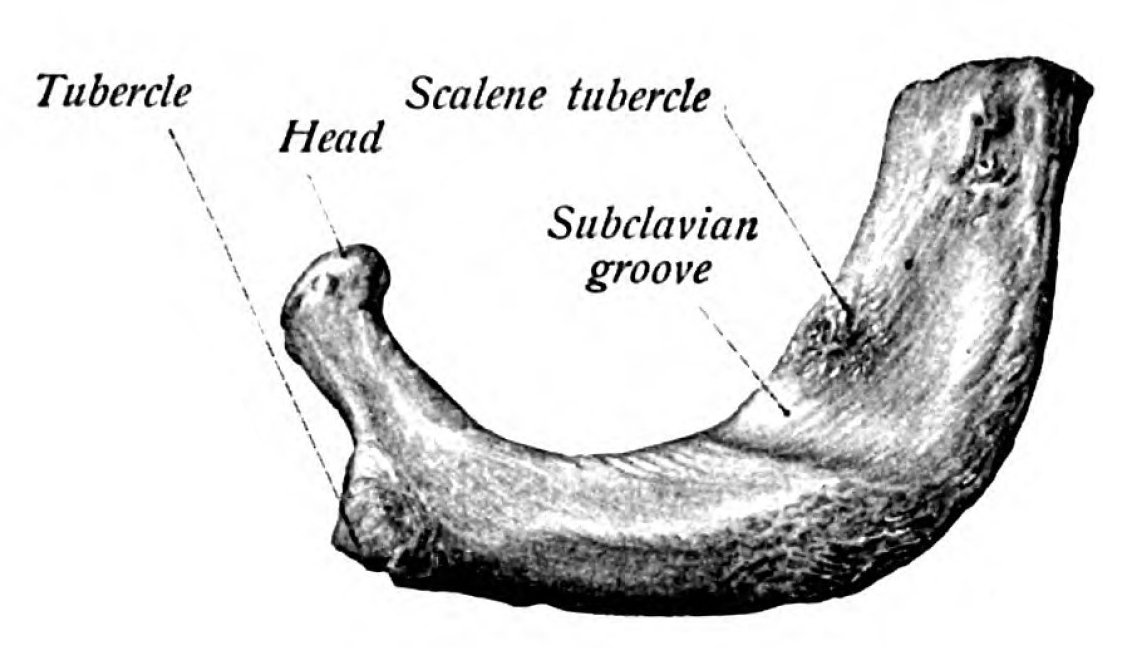
Primera costella vista des de dalt.
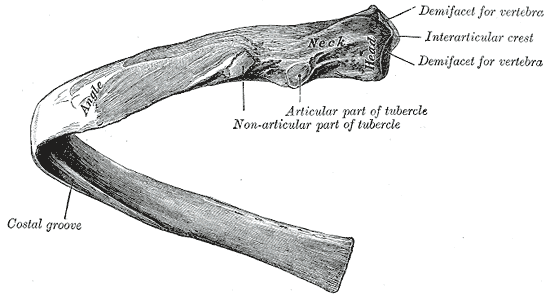
Posició de solc costal en una costella central.

El cap és petit i arrodonit i posseeix només una faceta articular per a l'articulació amb el cos de la primera vèrtebra toràcica. El coll és estret i arrodonit. El tubercle, gruixut i destacat, es col·loca a la vora exterior. Presenta una petita faceta d'articulació amb la faceta costal transversal del procés transversal de T1. No hi ha cap angle, però al tubercle, la costella és lleugerament doblegada, amb la convexitat cap amunt, de manera que el cap de l'ós es dirigeix cap a baix. La superfície superior del cos està marcada per dos solcs poc profunds, separats els uns dels altres per una lleugera dorsal prolongada internament en un tubercle, el tubercle escalè, per a l'acoblament de l'escalè anterior; la ranura anterior transmet la vena subclaviana; la posterior, l'artèria subclaviana i el tronc més baix del plexe braquial. Darrere de la ranura posterior hi ha una zona rugosa per a la fixació de l'escalè medial. La superfície inferior és llisa i sense un solc costós. El límit exterior és convex, gruixut i arrodonit, i a la seva part posterior dona unió a la primera digitalització del serrat anterior. El límit interior és còncau, prim i afilat i marcat al voltant del seu centre pel tubercle escalè. L'extrem anterior és més gran i gruixut que qualsevol de les altres costelles.
La segona costella és la segona costella superior en humans o la segona més frontal en animals que caminen amb les quatre extremitats. En humans, la segona costella es defineix com una autèntica costella ja que es connecta amb l'estern mitjançant la intervenció del cartílag costal anteriorment (a la part davantera). Posteriorment, la segona costella està connectada amb la columna vertebral per la segona vèrtebra toràcica. La segona costella és molt més llarga que la primera costella, però presenta una curvatura molt similar. La porció no articular del tubercle és ocasionalment només marcada feblement. L'angle és lleuger i situat prop del tubercle. El cos no es retorça de manera que ambdós extrems toquen qualsevol superfície plana sobre la qual es pugui col·locar; però hi ha una corba, amb la seva convexitat cap amunt, similar a, tot i que més petita que la que es troba a la primera costella. El cos no està aplanat horitzontalment com el de la primera costella. La seva superfície externa és convexa i es veu cap amunt i una mica cap a fora; a prop del centre, hi ha una eminència aproximada per l'origen de la part inferior de la primera i del conjunt de la segona digitalització del múscul serrat major (serratus anterior); darrere i per sobre d'aquest s'uneix l'escadenè posterior. La superfície interna, llisa i còncava, està dirigida cap a baix i una mica cap a l'interior: a la seva part posterior hi ha una petita ranura costal entre la carena de la superfície interna de la costella i la vora inferior. Protegeix l'espai intercostal que conté les venes intercostals, les artèries intercostals i els nervis intercostals.
La novena costella té una part frontal al mateix nivell que la primera vèrtebra lumbar. Aquest nivell s'anomena pla transpilòric, ja que el pílor també es troba en aquest nivell.
La desena costella s'uneix directament al cos de la vèrtebra T10 en lloc d'entre vèrtebres com la segona a través de la novena costella. A causa d'aquest enganxament directe, la vèrtebra T10 té una faceta costal completa al seu cos.

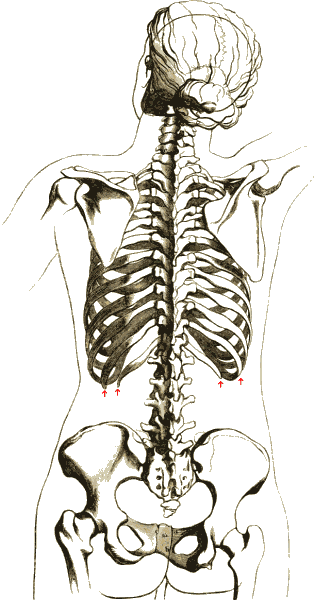
Les quatre costelles flotants indicades

Les costelles onzena i dotzena, les costelles flotants, tenen una faceta articular única al cap, de mida bastant gran. No tenen coll ni tubercles i estan apuntats als seus extrems anteriors. L'onzè té un angle lleuger i una ranura costosa poc profunda, mentre que el dotzè no. La dotzena costella és molt més curta que l'onzena costella i el cap està inclinat lleugerament cap a baix.

#### Estèrnum
L'estern és un os llarg i pla que forma la part frontal de la gàbia de les costelles. Els cartílags de les set costelles superiors (les autèntiques costelles) s'uneixen amb l'estern a les articulacions esternocostals. El cartílag costal de la segona costella s'articula amb l'estern a l'angle esternal facilitant la seva localització.
El múscul del tòrax transvers és innervat per un dels nervis intercostals i s'uneix superiorment a la superfície posterior de l'estern inferior. El seu enganxament inferior és la superfície interna dels cartílags costals de dos a sis i funciona per deprimir les costelles.

### Desenvolupament
L'expansió de la gàbia costal en homes és causada pels efectes de la testosterona durant la pubertat. Així, els mascles generalment tenen unes espatlles amples i uns cofres expandits, cosa que els permet inhalar més aire per subministrar oxigen als músculs.

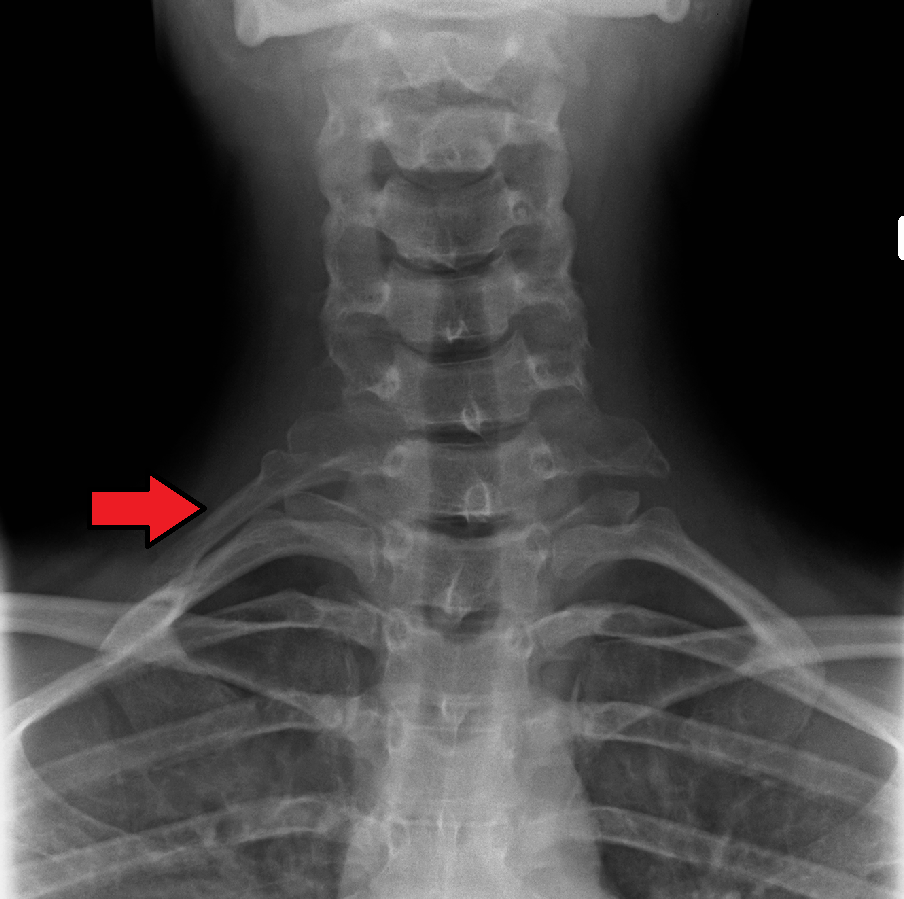
Una costella C7 a la dreta

### Variacions
Es produeixen variacions en el nombre de costelles. Aproximadament una de cada 200-500 persones tenen una costella cervical addicional i hi ha un predomini femení. Les costelles supernumeràries intratoràciques són extremadament rares. La resta de costella de la 7a vèrtebra cervical a un o als dos costats és substituït ocasionalment per una costella addicional lliure anomenada costella cervical, que pot interferir mecànicament amb els nervis (plexe braquial) que es dirigeixen al braç.
En diversos grups ètnics, molt significativament els japonesos, la desena costella és de vegades una costella flotant, ja que manca d'una connexió cartilaginosa amb la setena costella.

## Funcions
Article principal: Respiració

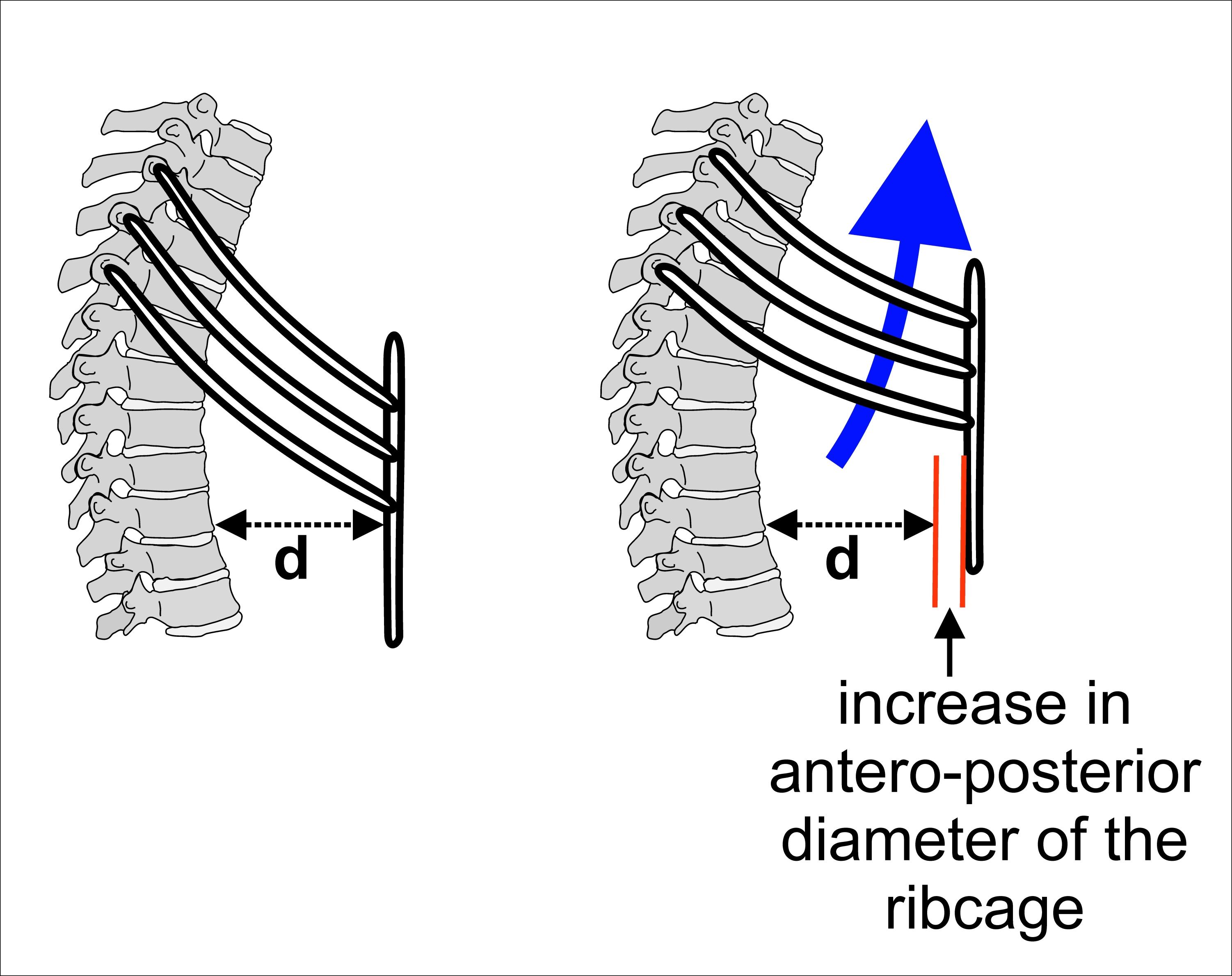
L'efecte de la contracció dels músculs accessoris d'inhalació, tirant de la part anterior de la gàbia de les costelles cap amunt, moviment conegut com a “ moviment de la maneta de la bomba ”. Això augmenta el diàmetre antero-posterior del tòrax, contribuint a l'expansió del volum del tòrax. Un efecte similar, conegut com a " moviment de la maneta de la cullera " fa que el diàmetre transversal del pit augmenti, ja que no només les costelles s'inclinen cap avall de l'esquena a la part frontal, sinó que, en el cas de les costelles inferiors, també de la línia mitjana cap avall cap als costats del pit.

La gàbia de les costelles humanes és un component del sistema respiratori humà. Enclou la cavitat toràcica, que conté els pulmons. Es produeix una inhalació quan el diafragma muscular, al sòl de la cavitat toràcica, es contrau i aplana, mentre que la contracció dels músculs intercostals aixeca la gàbia costal cap amunt i cap a fora.
L'expansió de la cavitat toràcica es condueix en tres plans; la vertical, la anteroposterior i la transversal. El pla vertical s'amplia amb l'ajuda del contracte del diafragma i la musculatura abdominal relaxant-se per adaptar-se a la pressió descendent que s'ofereix a les vísceres abdominals mitjançant la contracció del diafragma. Es pot aconseguir una extensió més gran si el mateix diafragma baixa cap a baix, més que no pas amb l'aplicació de les cúpules. El segon pla és l'anteroposterior i aquest s'amplia amb un moviment conegut com el «mànec de la bomba». El caràcter descendent de les costelles superiors és tal que permet que això es produeixi. Quan els músculs intercostals externs es contrauen i aixequen les costelles, les costelles superiors també poden empènyer l'esternal cap amunt i cap a fora. Aquest moviment augmenta el diàmetre anteroposterior de la cavitat toràcica i, per tant, ajuda a respirar més. El tercer, transvers, pla s'expandeix principalment per les costelles inferiors (alguns diuen que es tracta de les nervadures entre les 7 i les 10 puntes), i el tendó central del diafragma actua com a punt fix. Quan el diafragma es contrau, les costelles són capaces de desviar-se i produir el que es coneix com a moviment de mànec de la galleda, facilitat per lliscament a les articulacions costo-vertebrals. D'aquesta manera, el diàmetre transversal s'amplia i els pulmons es poden omplir.
La circumferència de la gàbia costal humana normal de l'adult s'expandeix entre 3 i 5 cm durant la inhalació.

## Significació clínica
Les fractures de costella són la lesió més comuna a la gàbia de les costelles. Aquestes afecten amb més freqüència les costelles mitjanes. Quan diverses costelles adjacents presenten dues o més fractures cadascuna, això pot donar lloc a un tòrax que pot afectar la vida.
Una costella dislocada pot ser dolorosa i pot ser causada simplement per tos, o per exemple per un trauma o aixecant pesos pesats.
Un o més cartílags costals poden inflamar-se una malaltia coneguda com a costocondritis ; el dolor resultant és similar al d'un atac de cor.
Entre les anormalitats de la gàbia de les costelles hi ha el pectus excavatum («cofre enfonsat») i el pectus carinatum («pit de colom»). Una costella bífida és una costella bifurcada, dividida cap a l'extrem esternal, i sol afectar només una de les costelles d'un parell. És un defecte congènit que afecta prop de l'1,2 per cent de la població. Sovint no té símptomes, encara que poden aparèixer dificultats respiratòries i altres problemes. L'eliminació de les costelles és l'eliminació quirúrgica d'una o més costelles per raons terapèutiques o estètiques. La resecció de costelles és l'eliminació d'una part d'una costella.

## Societat i cultura
La seva posició es pot veure modificada permanentment per una modificació del cos anomenada tightlacing, causada per una cotilla per comprimir i moure les costelles.
Les costelles, particularment els seus extrems esternals, s'utilitzen en medicina forense per a calcular l'edat, a causa de la seva ossificació progressiva.

## Història
L' anatomista flamenc Vesalius va notar el nombre de costelles com a 24 (12 parells) en la seva obra clau de l'anatomia De humani corporis fabrica el 1543, que va desencadenar una onada de controvèrsia, com tradicionalment es va suposar de la història bíblica d'Adam i Eva. que les costelles dels homes serien un menys que les dones.

## Altres animals

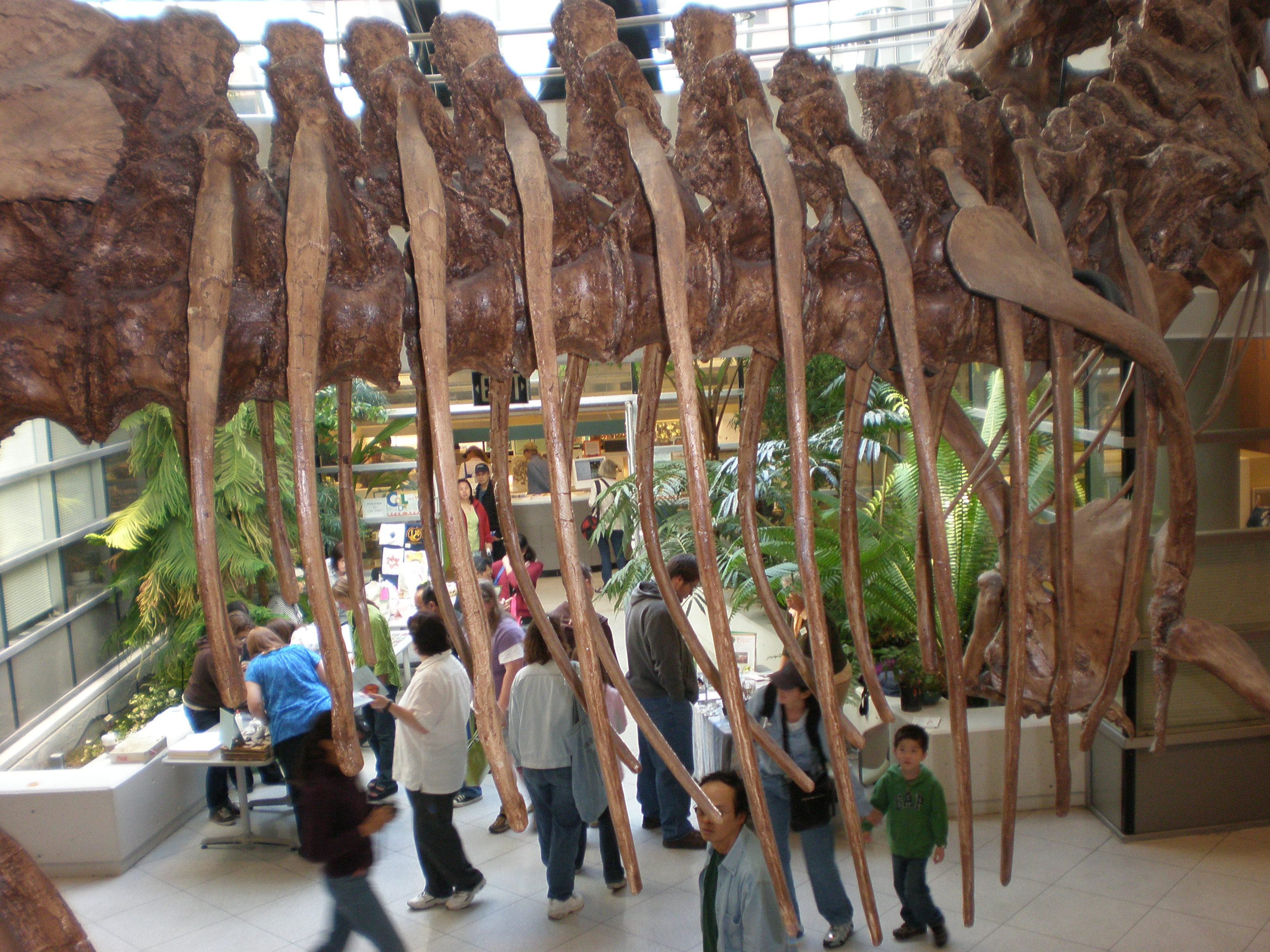
Gàbia toràcica de Tiranosaure, Museu de Paleontologia de la Universitat de Califòrnia

En herpetologia, les ranures costals es refereixen a guions laterals al llarg de la integument de salamandres. Les ranures passen entre l'axil·la a l'engonal. Cada solc se situa sobre la seta miotomal per marcar la posició de la costella interna.
Les aus i els rèptils tenen processos ossos uncinats a les costelles que es projecten caudalment des de la secció vertical de cada costella. Aquests serveixen per unir músculs sacrals i també afavoreixen una inspiració més profunda. Els cocodrils tenen processos uncinats cartilaginosos.

## Imatges addicionals

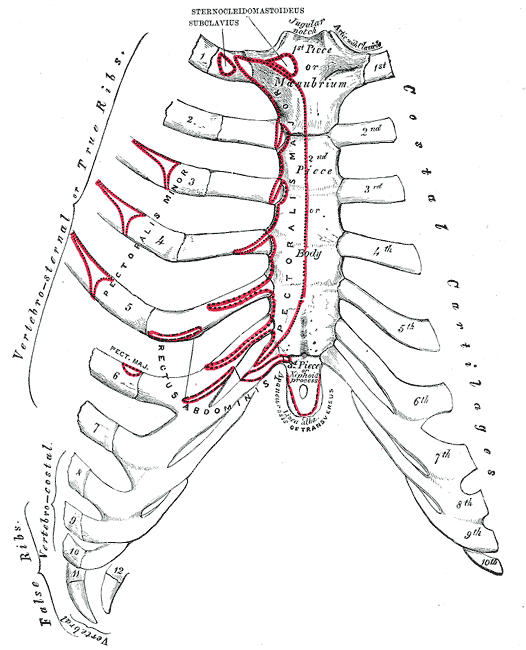
Superfície anterior de l'estern i dels cartílags costals.
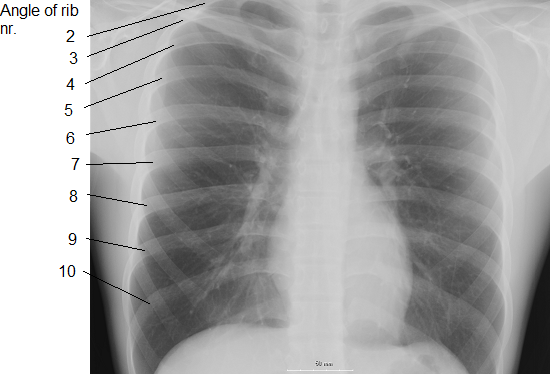
matge de rajos X d'un pit humà, amb les costelles etiquetades.
- Model 3D de gàbia toràcica
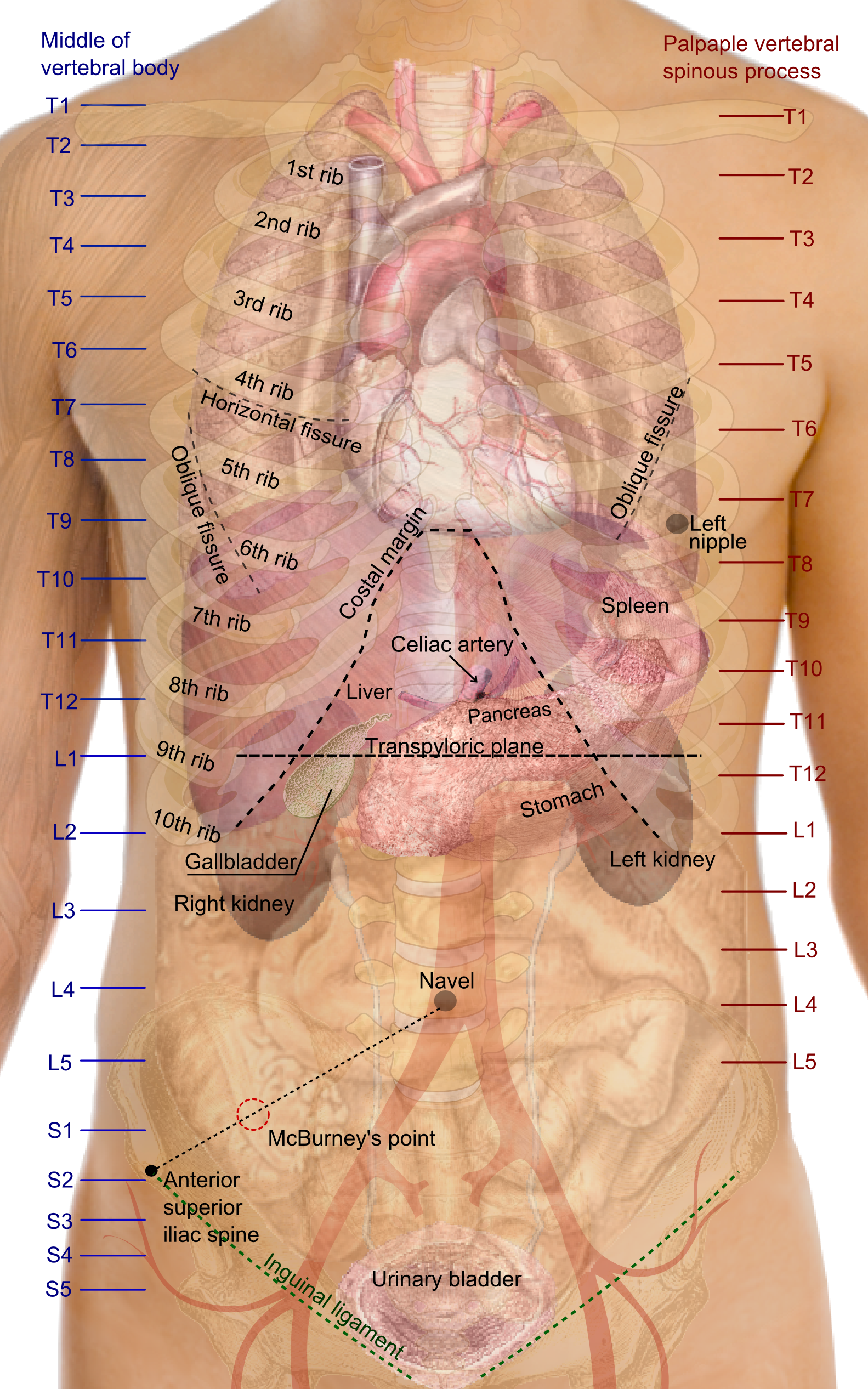
Projeccions superficials del tronc, incloses cada costella, i el marge costal.